# 中国中央电视台综合频道
中國中央電視台綜合頻道（简称央视一套、中央一套），是中央广播电视总台擁有的一條以普通話廣播為主的綜合節目頻道，中國中央電視台的主頻道，為中國大陸發展最早、覆蓋最廣、影響力最大的電視頻道。
在1973年以前，综合频道曾是中央電視台唯一的頻道，亦是中國大陸第一條電視頻道和继香港丽的映声之后世界上第二条中文电视频道，也是世界上第一条全中文电视频道。中國中央電視台綜合頻道通過中星6A、中星6B、中星9號等衛星覆蓋全國，在各個城市都通過專用頻道來發射轉化後的模擬信號，使本頻道在各個城市及其大部分鄉村地區一般只需要一個室內或室外天線就可以接收。目前，在各大卫星播出的标清版及高清版的中國中央電視台綜合頻道节目信号都已转为加密传输。
该频道在香港与澳门地区播放时，会播出港澳版，节目编排与内地版稍有不同。

## 歷史与發展
1958年5月1日，北京電視台在北京地区開始試播，並於9月2日正式開播。該頻道最初為每周播出3次，僅播出新聞類內容，每次30分鐘。節目信號範圍僅限北京地區，定频为2频道（中国标准，一直沿用至2020年8月31日模拟信号停播），台內僅有30多名職工，職工主要來自中央人民廣播電台、中央新聞紀錄電影製片廠和八一電影製片廠。
1960年1月1日，北京电视台更改固定节目时间表，每周播出由上一年的6次增加到8次（星期天上午增加1次）。
1967年1月6日，受“文化大革命”影响，北京电视台暂停播出，但遇到有重要活动仍然播出，2月4日恢复播出，每周只播1次，随后逐渐增加到每天1次。
该频道最初播出的都是黑白影像，1977年7月25日则改以彩色影像方式播出。此后该频道逐渐由仅覆盖北京市及周边地区扩展为覆盖全国。
1978年5月1日，原北京電視台定名為中國中央電視台，英文缩写CCTV。播出时间大幅调整（9:00-23:30，星期二14:30-17:00检修）。
1984年，该频道正式通过东方红二号卫星开始面向海内外播出。1986年新疆电视台上星，与CCTV-1共频，利用央视结束时段租用邮电部米泉地球站上星传输（1993年新疆电视台转为中星五号独立上星）。1987年起开始面向全国播出后播出时间提前30分钟。1991年7月1日，CCTV-1又送上了位于东经96°5′的俄罗斯静止卫星，覆盖了一大片国家和地区。并扩展全天播出时间。
1993年，該頻道成為了以新聞為主的綜合頻道，同年3月1日起该频道延长播出时间（7:00-次日凌晨1:00），新闻节目由4次增加到12次，实现滚动播出，5月1日，《东方时空》开播。
1995年4月3日，該頻道正式定名新聞·綜合頻道，由以新聞為主的綜合頻道變為以新聞為主的半綜合頻道。1998年6月1日和2001年7月9日又分別進行了2次改版。在該頻道為新聞·綜合頻道的時期，該頻道的新聞節目開始大幅增加，為新聞頻道的正式開播作出了準備。
2003年4月下旬起，该频道的剧集时段有所调整。5月8日，随着新聞頻道的試播成功，該頻道正式更名為綜合頻道，改版後的頻道ID宣傳片亦正式啟用，同时调整收视指南包装，背景为橙红色（与央视七套共用），综合频道仅保留部分主要新闻节目与新闻频道并机播出（如《新闻早8点》、《新闻30分》、《新闻联播》、《焦点访谈》等），以及首播由新闻中心评论部制作的《东方时空》、《新闻调查》、《实话实说》，其余新闻节目均移至新闻频道播出。同时原在该频道播出的一部分专业性较强的栏目转至央视的专业类频道播出。
2004年9月1日，该頻道全新改版，对频道原有编排进行调整，使用红色长条状包裝，同年10月2日凌晨起开始24小時播出。2009年1月，该频道的高清版本开始在台内试播，同时更换天藍色包装；2010年至2011年為金黃色包装；2011年至2012年為天藍色包装（但与2009年版不同）；2013年為红紫色包装；2014年至2015年為深藍色包装，2016年至2020年为红白双色包装。
2009年9月28日，該頻道國內版開始高清信號、標清信號同播（部分公益广告除外。起初在播放4:3的節目時，兩側的空位為黑色，後開始使用靜態圖片或動畫）。2011年1月1日，該頻道的台標改為「CCTV-1 綜合」。
2013年1月1日，该频道吉祥物“C先生”登场。此后，该频道在各个传统节日期间（如春节、端午节等）会播出吉祥物“C先生”节日形象系列宣传片。
2013年2月25日，該頻道播出信号切入央视新址。同年6月17日，该频道與央視其它公共頻道的節目信號正式開始通過央視新台址對外播出。
2014年6月13日至7月14日的世界杯期間，央视為避免世界杯版權爭議，首次將該頻道的國內版本進行分途廣播，該頻道的高清版本、国干网有線電視信號的該頻道的標清版以及中星九號的「戶戶通」Ku波段加密信號的該頻道的標清版轉播世界杯賽事，鑫諾六號（中星6A）、中星6B以及中星九號「一代機」標清版開路信號则改播其他節目。
2015年1月1日，该频道停用吉祥物“C先生”系列宣传片。此后，该频道在各个传统节日期间（如春节、端午节等）会播出符合当天的节日形象的版面包装和标识宣传片。
2015年5月1日，中星6B衛星上的央视综合频道標清版開始加密播出，中星6A卫星上的央视综合频道标清版开路信号也于同年12月26日停播。中星九号“一代机”上的央视综合频道标清版开路信号于2017年2月16日停止传输。而通過中国大陆地面無線信號（無線模拟或者無線数字电视信號）、有線電視、IPTV、户户通（二、三代机）收看央视综合频道的用戶不受影響。此次的對標清節目清流信號的播出內容的調整是爲了更好地遵守版權意識而做出的舉措。
体育赛事方面的和其他方面的版权类节目现均已有所保护。如从2015年开始除夕夜春节联欢晚会，卫视和地方台转播时候不得以任何形式遮盖央视综合频道台标。以及从2017年开始的央视政治系列纪录片，各卫视和地面频道同步跟播的片带必须是央视提供的且左上角带“CCTV-1 综合”台标的成片节目（台标质感和真正电视画面的央视综合频道高清、标清频道的台标各有异同）。
2015年8月17日凌晨，央视综合频道标清版画面比例改为16:9（与新闻频道并机的节目以及部分频道宣传片除外）。
2016年1月1日，央视综合频道更换全新频道包装，并开始在部分非主新闻节目时段加入字幕跑馬燈宣传频道节目信息。
2017年10月1日，为贯彻落实《中华人民共和国国歌法》相关规定，央视综合频道开始在国庆节、国际劳动节等重要的国家法定节日、纪念日期间的上午10点整再次播放一遍国歌，国歌片带与央视早晨6点前的晨曲后的播放版本一致，并且亦于当日起全高清制作并加了国歌歌词字幕。在这之前，央视综合频道曾在每天晚间《新闻联播》前广告时段播放一遍国歌，一直至2004年9月1日取消。2019年5月1日起，CCTV-1额外播放一次国歌的时间改为每天7:00。
2020年9月1日，央视综合频道更换新版以“同心圆”为主题的浅蓝色调包装。

## 节目

### 综艺科教节目
| - 《人与自然》 - 《生活圈》 - 《今日说法》 - 《第一动画乐园》 | - 《星光大道》 - 《开讲啦》 - 《等着我》 - 《正大综艺》 - 《瞬间中国》 - 《寻古中国》 - 《文脉春秋》 - 《美美与共》 |

### 主新聞時段
該頻道播出的新聞节目均由中央广播电视总台新聞中心製作。除《晚間新聞》外，均與中國中央電視台新聞頻道並機。
| - 《朝聞天下》 - 《新聞30分》 | - 《新聞聯播》 - 《天氣預報》 | - 《焦點訪談》 - 《晚間新聞》 |

### 電視劇時段
該頻道所有電視劇的播出编排由中央广播电视总台影视剧纪录片中心負責。
| - 《第一精选剧场》：每日上午時段播出，一般為平日9:30－12:00三集連播，週末8:40－12:00四集連播，主要播出歷史及战争类電視劇，有時亦會播出首播劇。 - 《第一情感剧场》：每日下午時段播出，一般在《今日說法》播映完畢後五集連播，主要播出家庭情感類電視劇，有时亦會播出近期已首播的优秀電視劇。 | - 《黃金檔劇場》（旧称《特约剧场》）：通常為每週一至五《焦點訪談》後的20:00檔兩集連播，週六及週日會因季播節目不同而選擇性安排。 |

### 大型活动/特别节目
該頻道播出的大型活動和特别节目会依据实际情况由总台相关节目中心制作，在本頻道首播、重播或與相关頻道、广播频率並機播放。
| 本频道制作： - 《时代楷模发布厅》（不定期播出） - 《开学第一课》 社教中心製作： - 《宪法的力量-12.4年度法治人物颁奖典礼》 - 《中国骄傲》 - 《平安行-12.2全国交通安全日特别节目》 - 《闪亮的名字-最美人物发布》 - 《中国好书》 | 新闻中心制作： - 《感动中国年度人物颁奖盛典》 - 《“大国工匠年度人物”发布仪式》 | 文艺节目中心制作： - 《启航XXXX》（中央广播电视总台跨年晚会） - 《中央广播电视总台春节联欢晚会》 - 《中央广播电视总台元宵晚会》 - 《新年戏曲晚会》 - 《春節戲曲晚會》 - 《新年音乐会-扬帆远航大湾区》 - 《心连心慰问演出活动》 - 《中国梦·劳动美》 - 《碧水长歌颂端阳》 - 《中央广播电视总台七夕特别节目》 - 《中央广播电视总台重阳特别节目》 - 《中国梦·家国情》 - 《五月的鲜花五四晚会》 华语环球节目中心製作： - 《中央广播电视总台中秋晚會》 - 《传奇中国节·中秋》 | 体育青少节目中心製作： - 《六一晚會》 农业农村节目中心制作： - 《中国农民丰收节晚会》 央视网制作: - 《中央广播电视总台网络春晚》 |

### 体育赛事
在奥运会、世界杯足球赛等国内外重大体育赛事期间，CCTV-1内地版本也会参与赛事转播。

## 频道文化

### 港澳版本
2011年3月1日，中国中央电视台综合频道开办面向香港地区播放的版本，节目编排与國內版不同。起初该版本在央视的称呼是“CCTV-1 香港版”，但从2017年5月29日起（央视综合频道港澳版转由港台电视33转播开始），澳门地区播放的央视综合频道改和香港地区同步，故又称“CCTV-1 港澳版”，但节目和广告的安排依然需要按照香港通讯事务管理局的相关法规要求进行编排。
2015年2月26日，CCTV-1 港澳频道开辟“粤语剧场”时段，在《晚间新闻》后播出。但因为央视所拥有存档的粤语配音国产电视剧已经于2018年下半年完全播毕，故《粤语剧场》时段现已停播，改为播放普通话原声大陆电视剧或者纪录片。

### 台标
1958年9月2日—1978年4月30日：沒有頻道標識，僅在節目片尾出現毛澤東手書的「北京電視台」字樣。1978年5月1日—1987年1月31日：使用文字式的「中央電視台」，出現在電視畫面的左下角，僅在整半點報時及節目開始時出現。部分时候（例如1984年转播洛杉矶奥运会女排比赛时）曾经使用带有彩色蝴蝶标和“中央电视台-1”的台标。

1987年2月1日—1991年7月7日频道在电视屏幕中使用的台标

1987年2月1日—1991年7月7日：使用文字式的「中央電視台-1」，出現在電視畫面的左下角，僅在整半點報時及節目開始時出現。
1991年7月8日—1991年9月30日：使用「蝴蝶標」，加上「中央電視台」字樣，出現在電視畫面的左下角，僅在整半點報時及節目開始時出現。
1991年10月1日—1991年11月30日：使用文字式的“CCTV」，出現在電視畫面的左上角，並且全天候懸掛。
1991年12月1日—1998年5月31日：恢復使用「蝴蝶標」，加上雙線式的「1」的標識。1991年12月1日—1992年7月31日：出現在電視畫面的左下角，僅在整半點報時及節目開始時出現。
1992年8月1日—1998年5月31日：出現在電視畫面的左上角，並開始全天候懸掛。
1998年6月1日—2001年7月8日：使用銀灰色透明（宣傳片中為雙線）字的「CCTV」，但僅限於電視頻道畫面上，右上角改為碟形報時器（碟形報時器啓用於1998年6月1日當天6點，并取消广告时段全程显示）。即透明「央视综合频道”。
2001年7月8日—2011年1月1日期間，該頻道使用銀灰色透明雙線字「CCTV」 台標。勺標剛啓用時，勺內的數字 「1」  是空心的，不過因為很難辨識出各頻道序號，此版台標用了一個多月就停用（其中1套於2001年7月15日凌晨將勺標透明化、序號  「1」 改為實心）。而2009年9月28日早晨央视综合频道高清版開播後使用的台標與標清版大致相似，只是質感略有不同。2002年除夕日下午的《一年又一年》特别直播节目亦有全程右上角显示报时器。
從2008年北京奧運會起，为避免和奥运会公共信号默认左上角记分牌遮挡，當标清频道轉播奧運會賽事時，勺標會移動到屏幕右上角，碟形報時器在此期间暂停显示（以避免因播控系统故障和台標互相重疊）。2012年夏季奥运会，因记分牌在4:3安全线，故高清版本转播的奧運會賽事時台标和报时器不动；2016年夏季奥运会，因记分牌脱离安全线，央视高、标清版转播频道均再次挪动台标和撤下报时器。
2011年1月1日至今：在上一版本基礎上，在「CCTV 1」下方加上綜藝體的 「綜合」 字樣。从2014年开始每年除夕《春节联欢晚会》直播期间，全程取消逢半点报时，为吸引观众全心投入春节气氛，以及避免零点新年钟响和电视报时器不吻合。
2015年8月17日凌晨，该频道标清版台标横向压缩，以适应16:9格式。 2015年8月31日，港澳版本以原生16:9形式播出，在播4:3节目（含央视新闻节目）是左右黑色信箱模式，并非内地版那样的拉伸播出。

### 商业广告/公益广告的播出
在改革开放以前，本频道不播出商业广告。但在改革开放之后，本频道开始在部分节目中或前后插播广告。当时也出现了外商对节目/外购电视剧的赞助广告（以日本厂商为主）。九十年代之后，广告播出时间进一步扩大。
在1987年10月26日-2012年2月期间，本频道的公益广告时段被称之为“广而告之”，由中央电视台广告部和广而告之公司制作。在21世纪，出现了“扬正气·促和谐”的系列公益广告，片尾落款为“CCTV+中央电视台广告经营中心”，2010年后落款为“CCTV广告经营管理中心”，2015年出现“社会主义核心价值观公益广告”（落款为中宣部宣教局、中国网络电视台），2018年出现“时代楷模”公益广告（前期落款仅有CCTV广告经管中心，之后加上中宣部宣教局的落款）。

## 广播方式
与中央人民广播电台中国之声一样，该频道由各地广电部门组织中继。通常是使用国干网或者卫星方式接收频道信号，然后采用二次编码成MPEG-2（标清）和H.264/MPEG-4 AVC（高清），或者源码透传的方式向有线电视、IPTV和地面无线电视发射台提供信号转播。其中地面无线信号采用DTMB制式，方式为直接透传中星6D卫星（原为中星6A）的两组地面数字电视转播专供转发器信号，以AVS+和DRA分别作为视频、音频编码，同时带有立体声。发射台在接收频道信号之后直接输入原始MPEG-TS流进发射机，转化成地面数字电视播出。而有线电视和IPTV则多数转码为MPEG的编码，音频为转码成MP2立体声或者透传杜比数字5.1声道（后者仅高清版提供）以迁就多数有线电视或者IPTV机顶盒不支持AVS+视频编码的不足。
目前，该频道与同属中央广播电视总台的财经频道、中文国际频道、科教频道、社会与法频道、新闻频道、少儿频道和音乐频道复用进同一条广播频道在全国各地的DTMB地面数字电视中以多频网广播。根据广电总局批复，自2024年6月12日0时起，该频道与其余”中央广播电视节目无线数字化覆盖工程“的央视频道一起由DRA更改为MP2音频编码，码率仍为128kbps不变。在香港，则是由香港電台在33频道中转播该频道港澳版本高清信号，以H.264和杜比数字AC-3 2.0立体声的方式与港台电视自家频道共用522MHz的单频网广播。

## 外部連結
- 中國中央電視臺綜合頻道 （简体中文）
- 央視一套的新浪微博（简体中文）
- 中國中央電視臺綜合頻道節目表（页面存档备份，存于）（简体中文）